# 國道140號
國道140號（日语：／ Kokudō 140-gō */?）是日本一條一般國道，連接山梨縣甲府市與埼玉縣熊谷市，全長約150.4公里。該路線穿越秩父山地，橫跨中部與關東地區，是一條重要的山區縱貫道路。
國道140號途經山梨市、秩父市等地，並包含著名的雁坂隧道（全長6625公尺），是日本最長的国道公路隧道。雁坂隧道於1998年開通，打通過去因山脈阻隔而交通不便的區域，對當地的交通、觀光及物流發展具有重要意義。
由於沿線自然風景秀麗，國道140號亦是通往多個山區景點與溫泉區的觀光道路。

## 歷史
- 1953年5月18日：依據《一般國道指定政令》，國道140號被指定為一般國道，路線起於山梨縣甲府市，終於埼玉縣熊谷市。[2][3]
- 1998年4月24日：雁坂隧道通車，全長6,625公尺，連接山梨縣山梨市與埼玉縣秩父市，成為日本最長的收費公路隧道之一。
- 2002年：原由地方自治體經營的雁坂隧道收費道路正式納入國道140號主線管理。
- 此後，國道140號沿線持續進行拓寬、改善與防災工程，提升道路安全性與通行效率。

## 地理
國道140號位於本州中部，橫跨山梨縣與埼玉縣，主要穿越秩父山地，是一條典型的山區國道。路線沿途地勢起伏，涵蓋山谷、溪流與隧道，特別是中段通過的雁坂峠地區，自古以來即為交通難點。
道路南段起於山梨縣甲府市市區，隨後沿著笛吹川上游進入山間地帶。進入秩父地區後，沿荒川流域蜿蜒北上。中段的雁坂隧道是穿越主脊的主要工程，隧道兩端分別位於山梨市與秩父市之間。
北段地形逐漸平坦，進入埼玉縣境後穿越秩父盆地與荒川沿岸平原，最終抵達熊谷市市區，與其他國道匯合。整體而言，國道140號沿線自然環境優美，是兼具交通與觀光功能的重要山地幹道。

### 通過市町村
- 山梨縣：甲府市 → 笛吹市 → 山梨市 → 甲州市
- 埼玉縣：秩父市 → 皆野町 → 長瀞町 → 寄居町 → 深谷市 → 熊谷市

### 主要交會道路
- 山梨縣甲府市：國道20號、國道52號
- 山梨縣山梨市：山梨縣道214號（雁坂隧道收費公路連接點）[5]

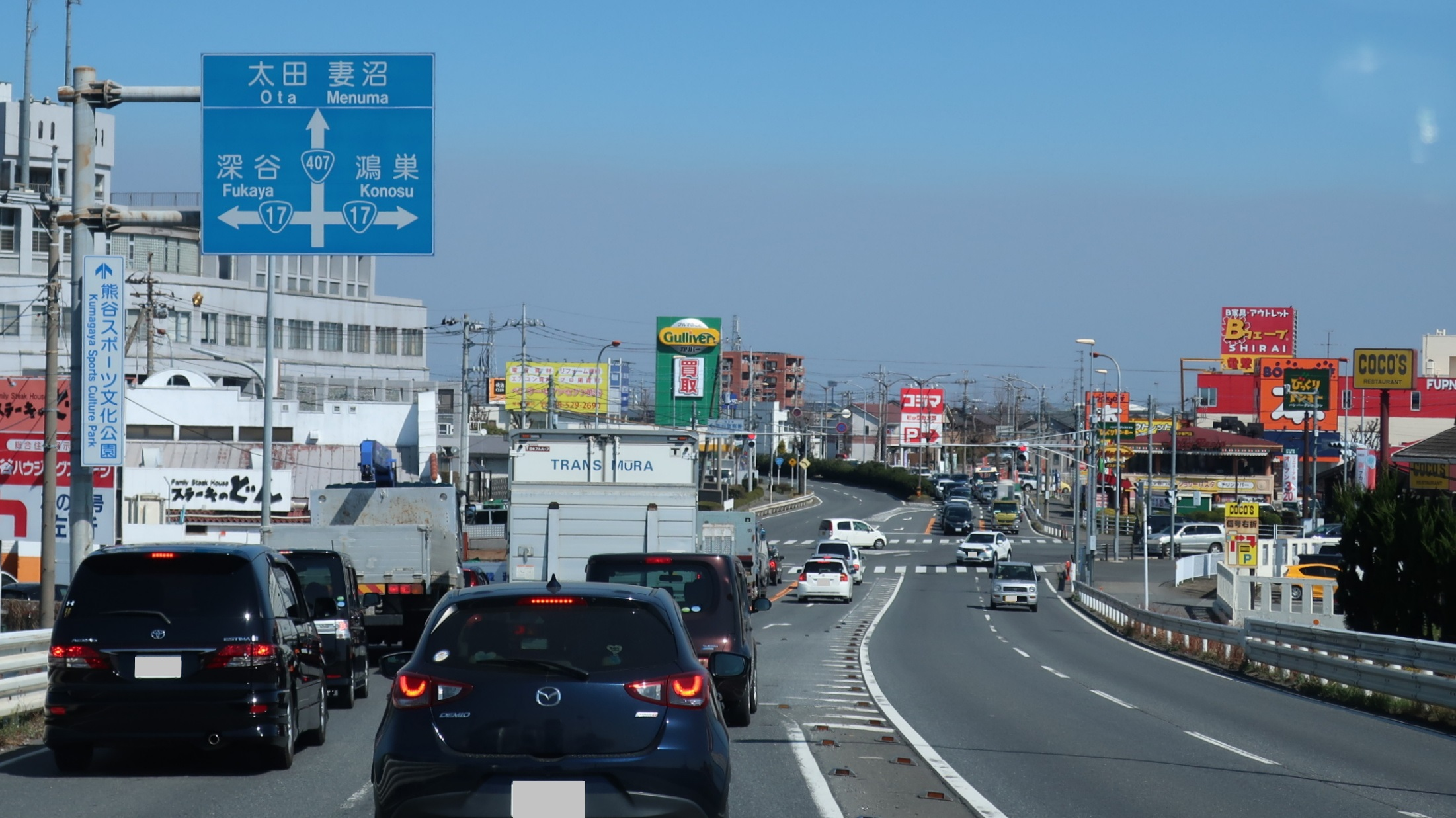
國道140號起點（山梨縣甲府市）

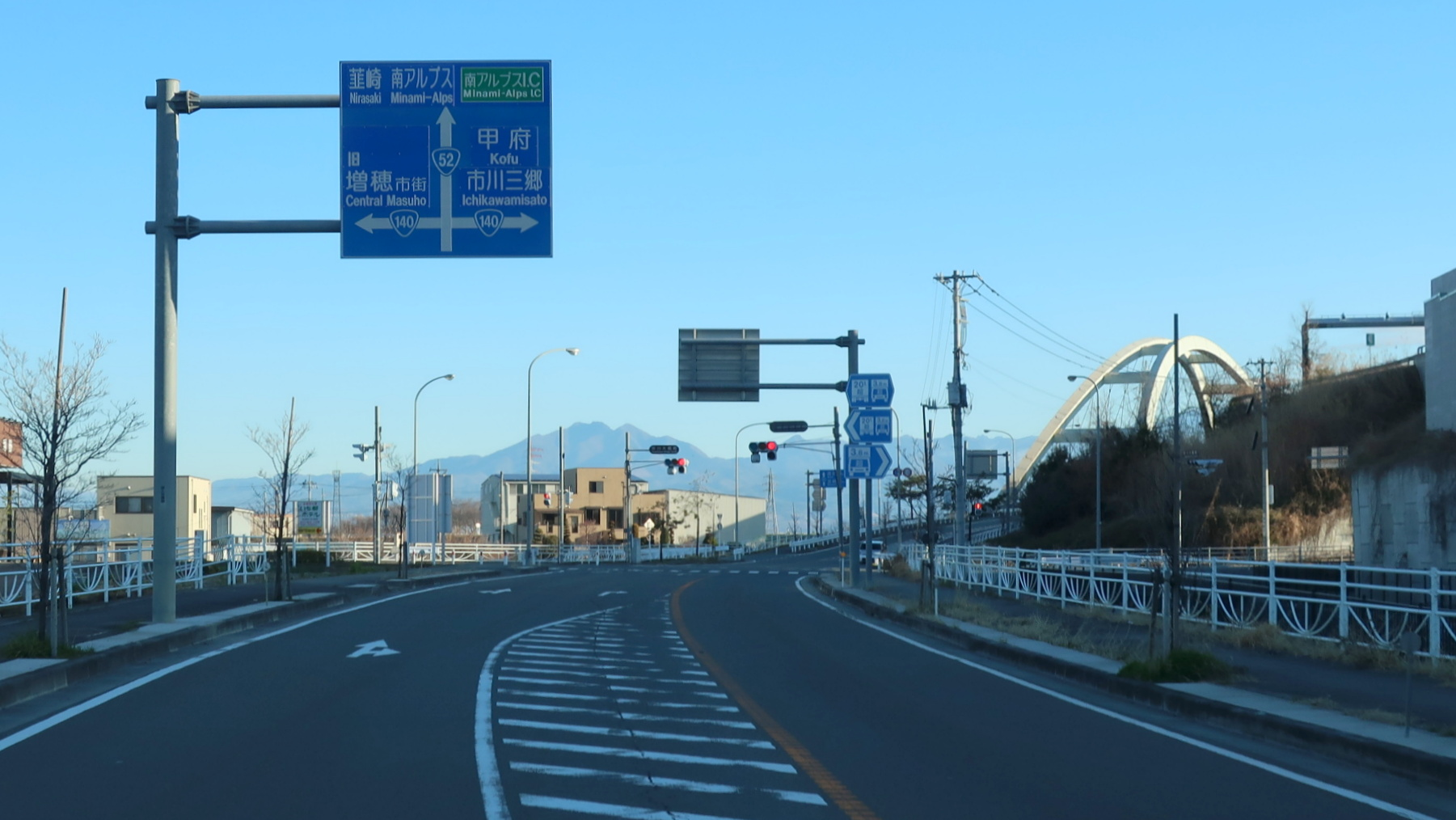
國道140號終點（埼玉縣熊谷市）

- 埼玉縣秩父市：國道299號
- 埼玉縣寄居町：國道254號
- 埼玉縣熊谷市：國道17號、國道407號

## 未來計劃
國道140號沿線目前與未來的改善與優化計劃，主要涵蓋以下幾方面：

### 拓寬與立體交匯改善
1. 將連絡深谷市與熊谷市之間部分市區路段進行道路拓寬，提高行車順暢度與安全性，並規劃整體交匯立體化工程，減少交通壅塞點。
2. 在甲府市進行主要交叉口改造與信號優化，以提升入口與出口段通行效率。

### 山區防災與路面強化
1. 針對雁坂隧道口與沿線山地區段，計劃加強防災設施包括落石防護網與邊坡穩定工程。、
2. 實施路面耐候性強化鋪設，提高雪季與雨季期間的行車安全。

### 旁路（BYPASS）新建與延伸
1. 將原有深谷市及秩父市市區範圍內旁路繼續延伸，以減少主線市區交通負擔。
2. 探討新增入內山間地的橋樑或改線段，提供更直線且具經濟效益的過山路線。

### 智慧交通與觀光資源整合
1. 在主要風景區與隧道旁增設智慧交通顯示看板，提供即時交通與天候資訊給駕駛人。
2. 規劃沿途景點（如觀景台、停車區等）整體升級，促進地方觀光與服務設施發展。

以上計畫仍處於各地方政府、道路管理者評估、設計與協商階段，且需依財源與環境評估結果而逐步推進。

## 圖像

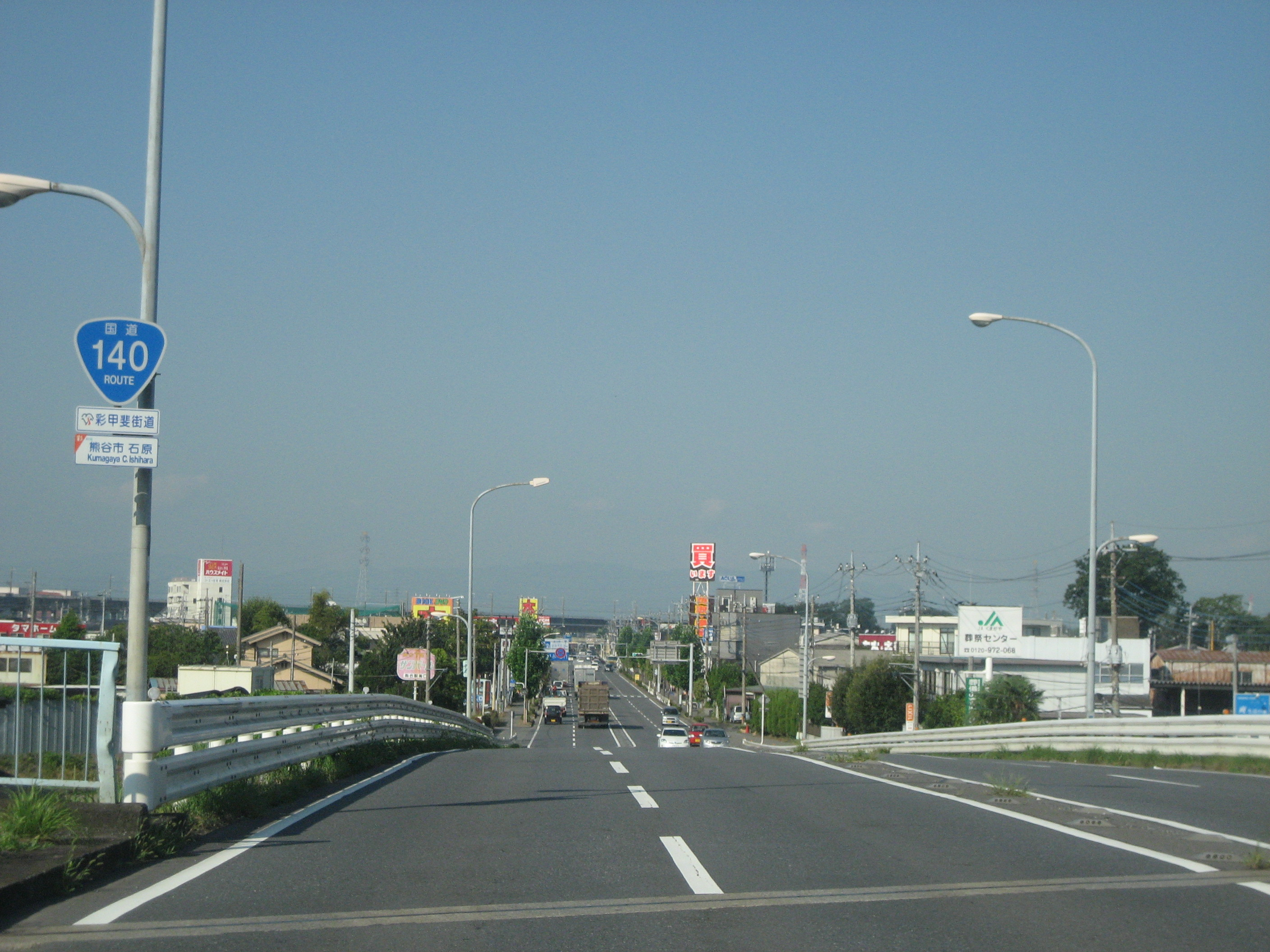
埼玉縣熊谷市石原
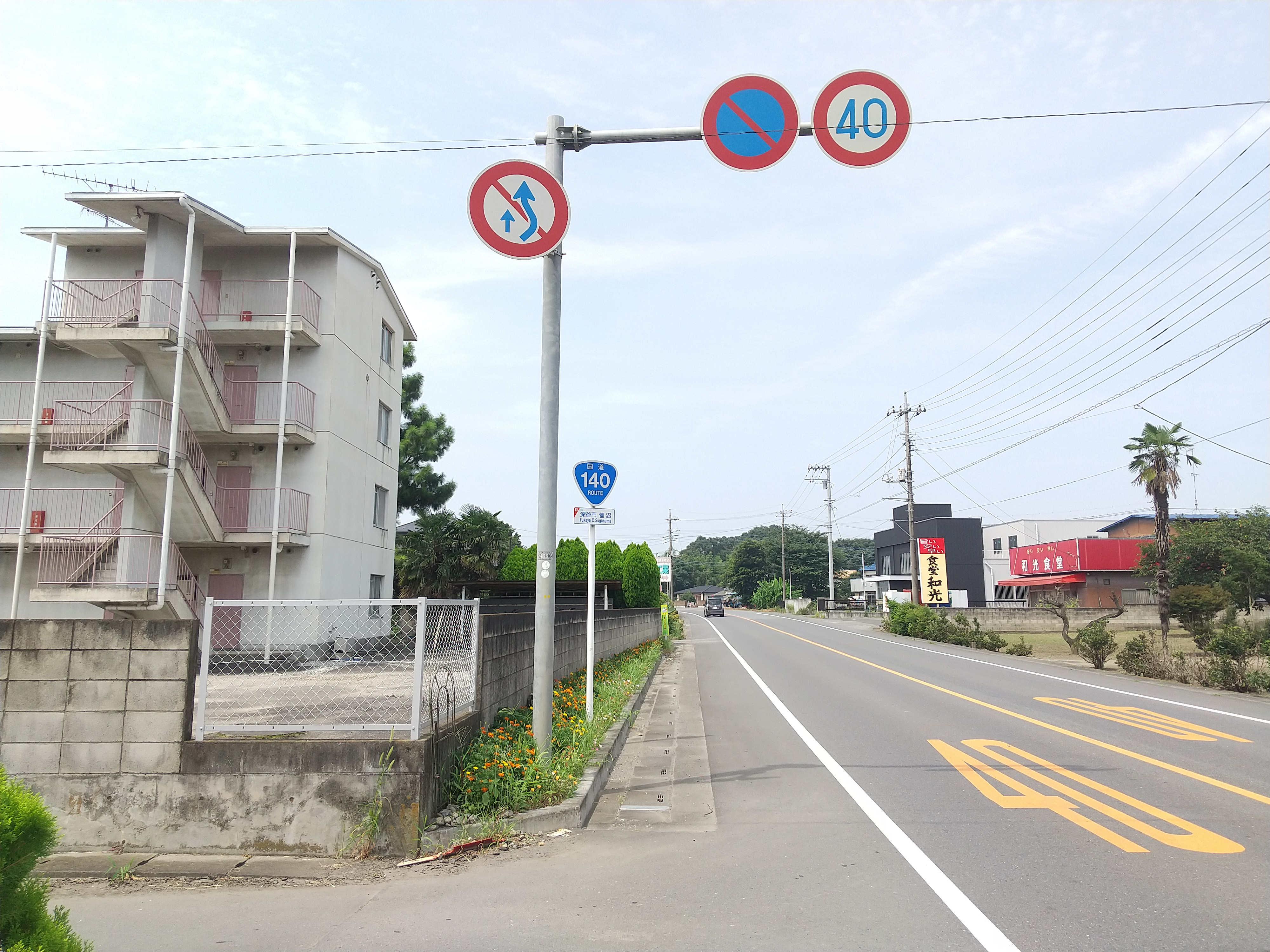
埼玉縣深谷市菅沼
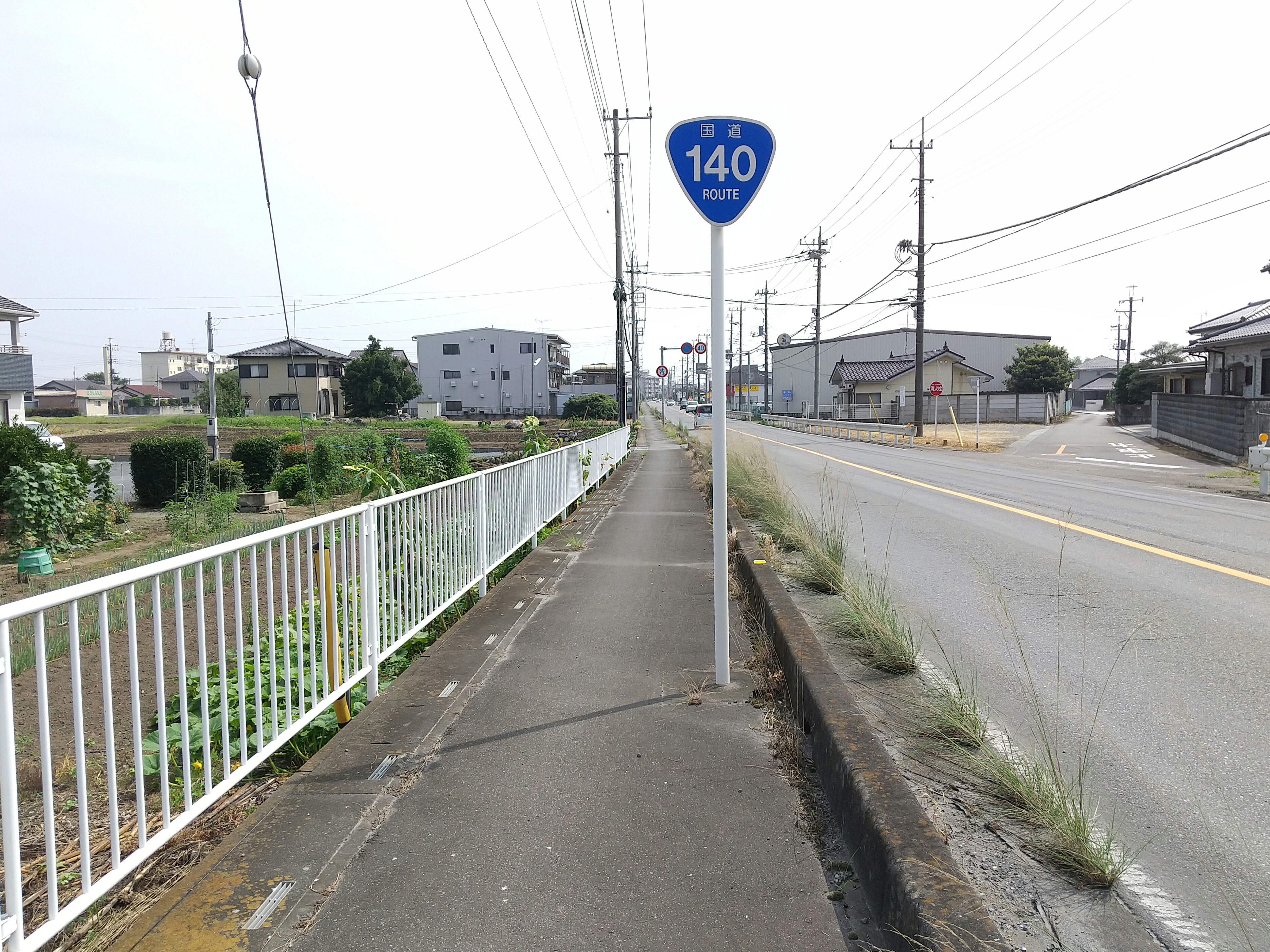
埼玉縣深谷市黑田
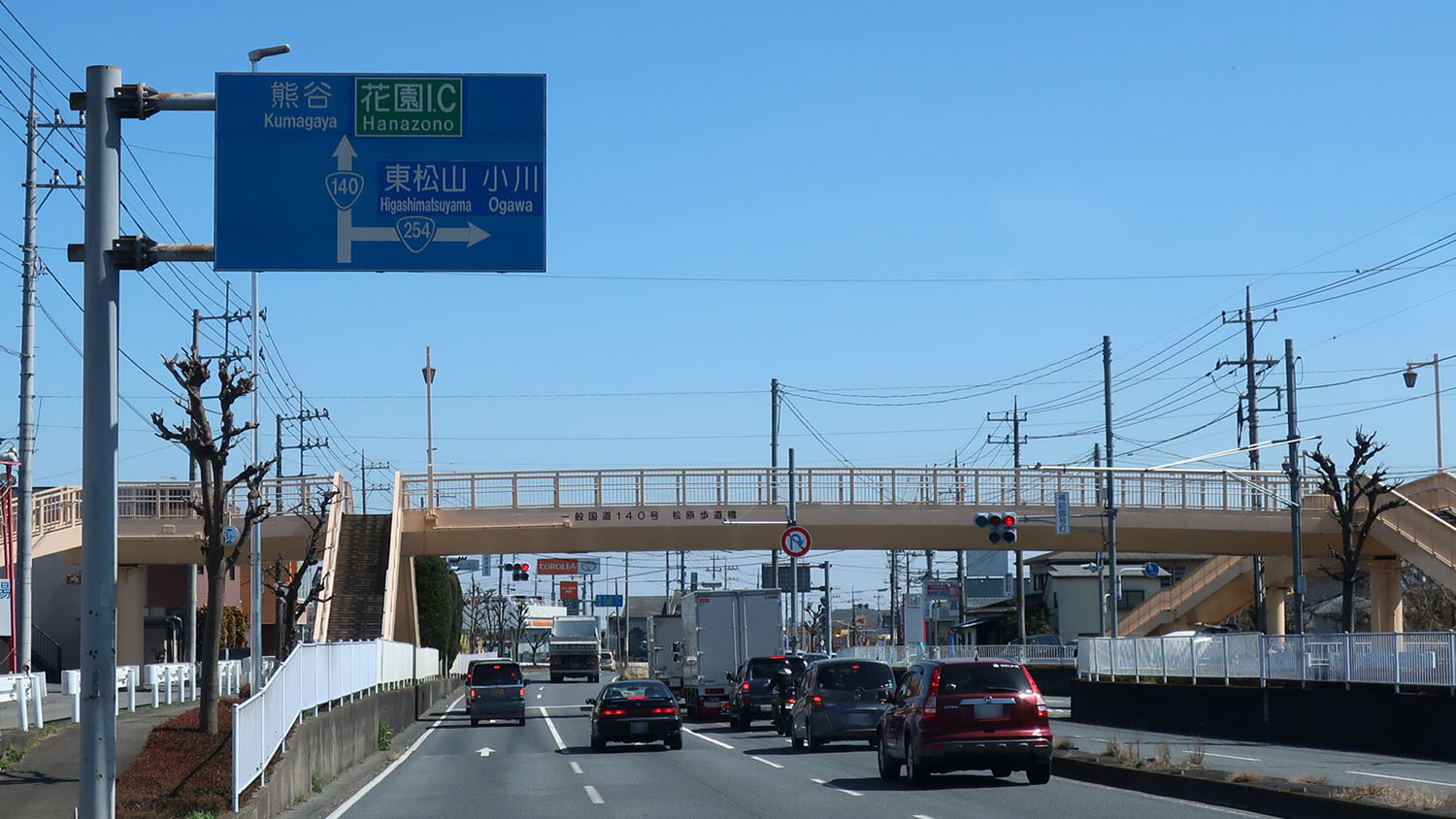
國道254號（前往東京方向）之分岔 埼玉縣大里郡寄居町
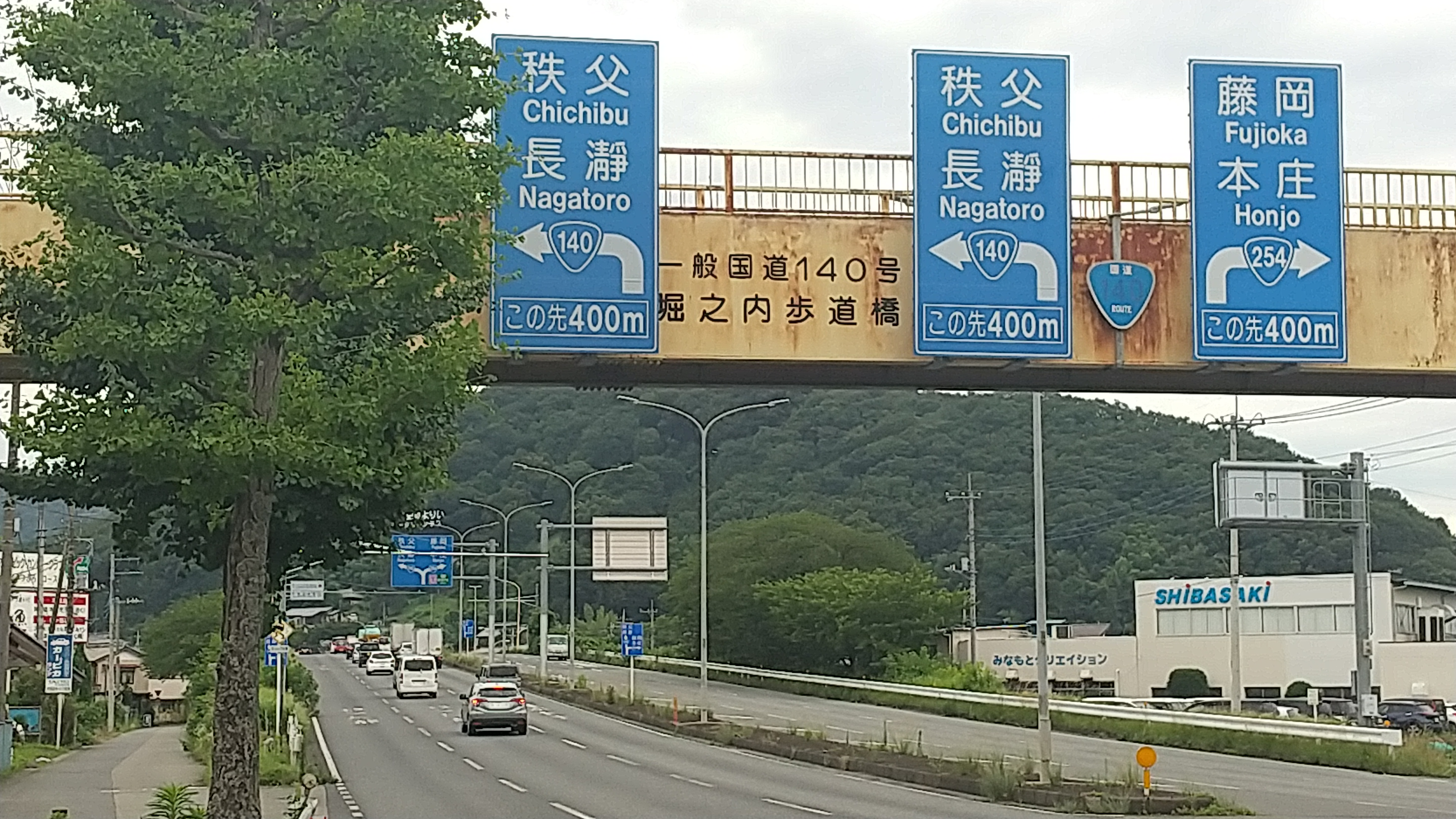
國道254號（前往長野方向）之分岔 埼玉縣大里郡寄居町
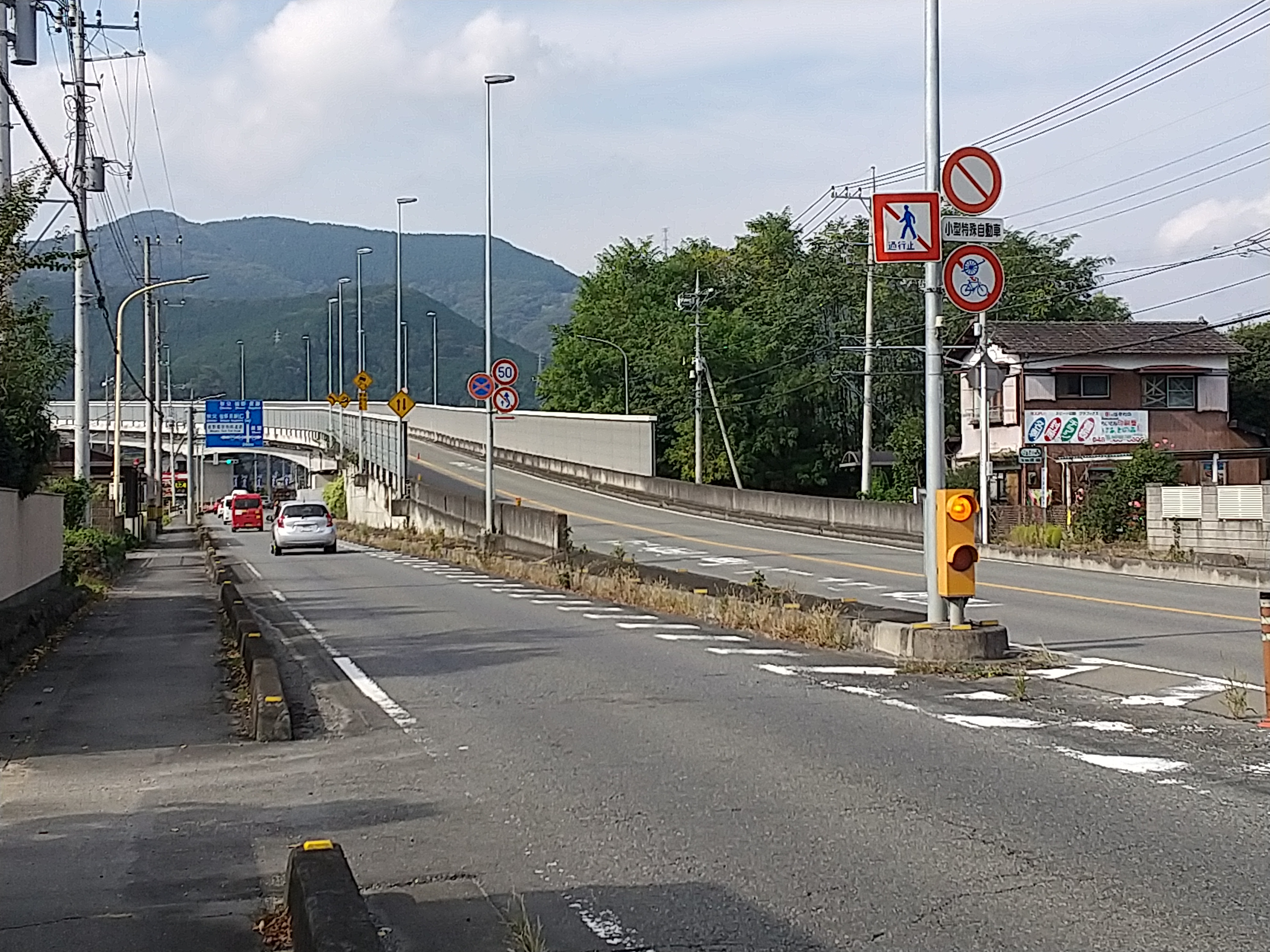
現有主線與皆野寄居旁路之分岔 埼玉縣大里郡寄居町
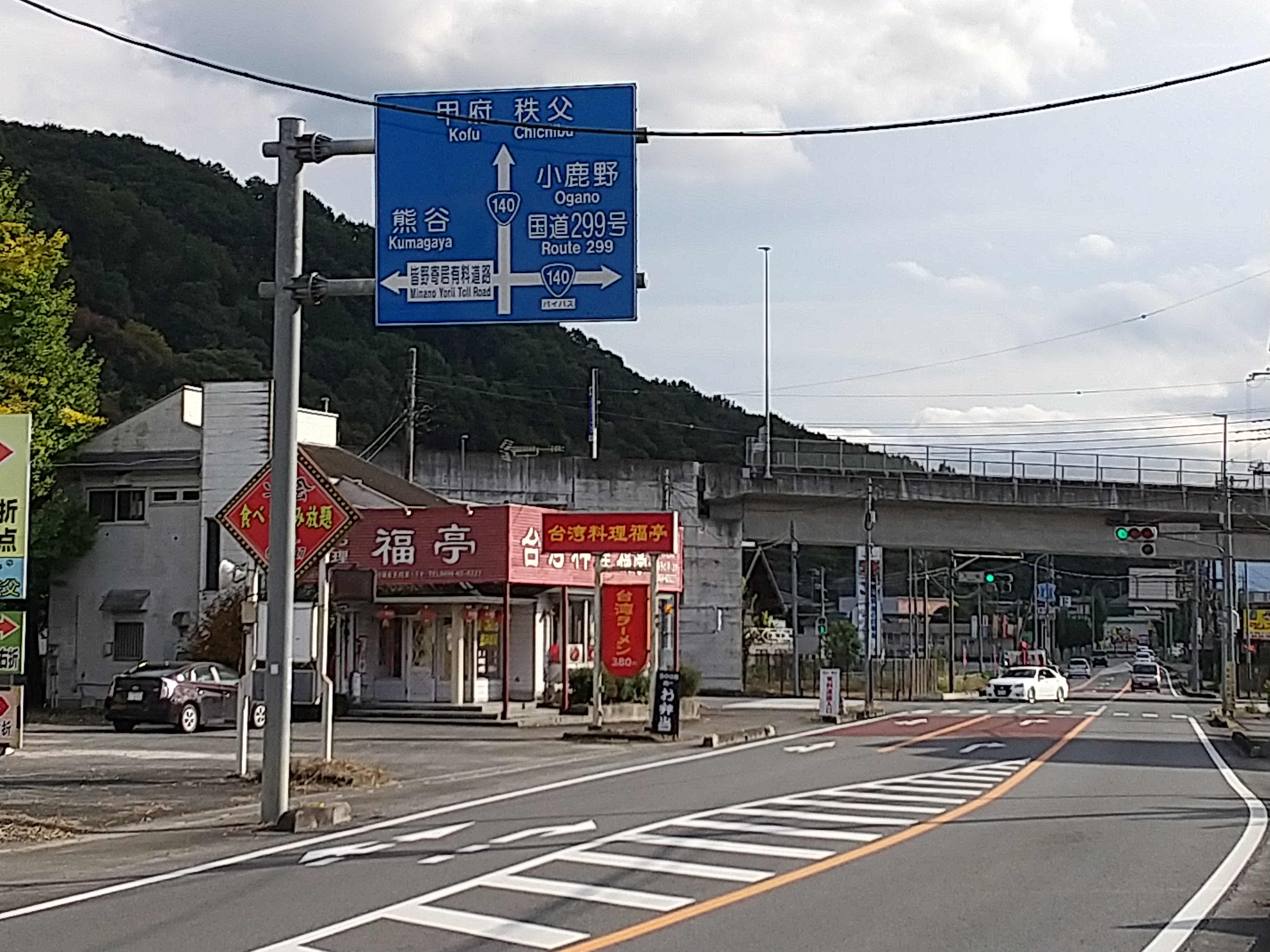
現有主線與皆野寄居旁路・皆野秩父旁路交會點（皆野大塚IC） 埼玉縣秩父郡皆野町
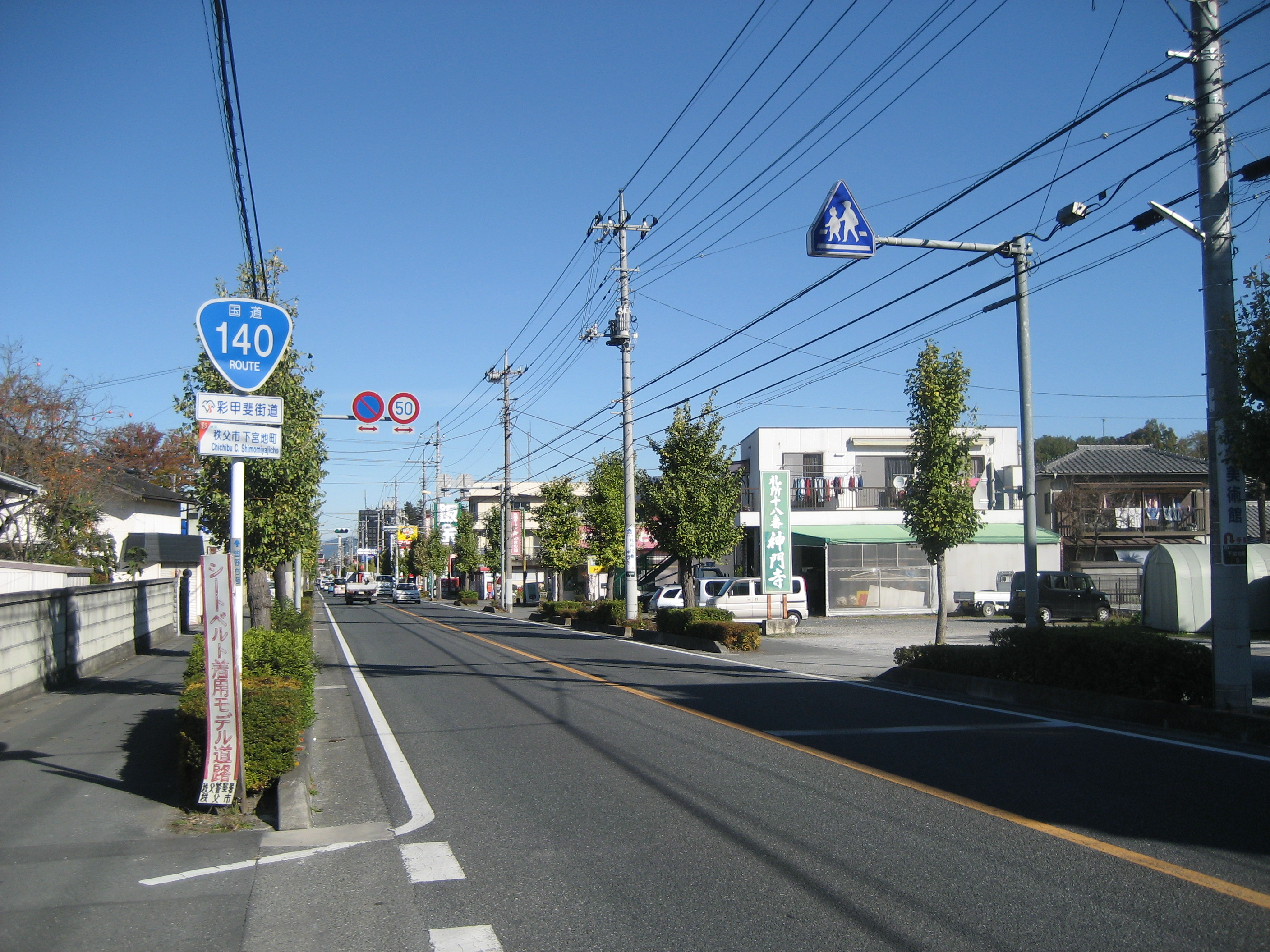
埼玉縣秩父市下宮地町
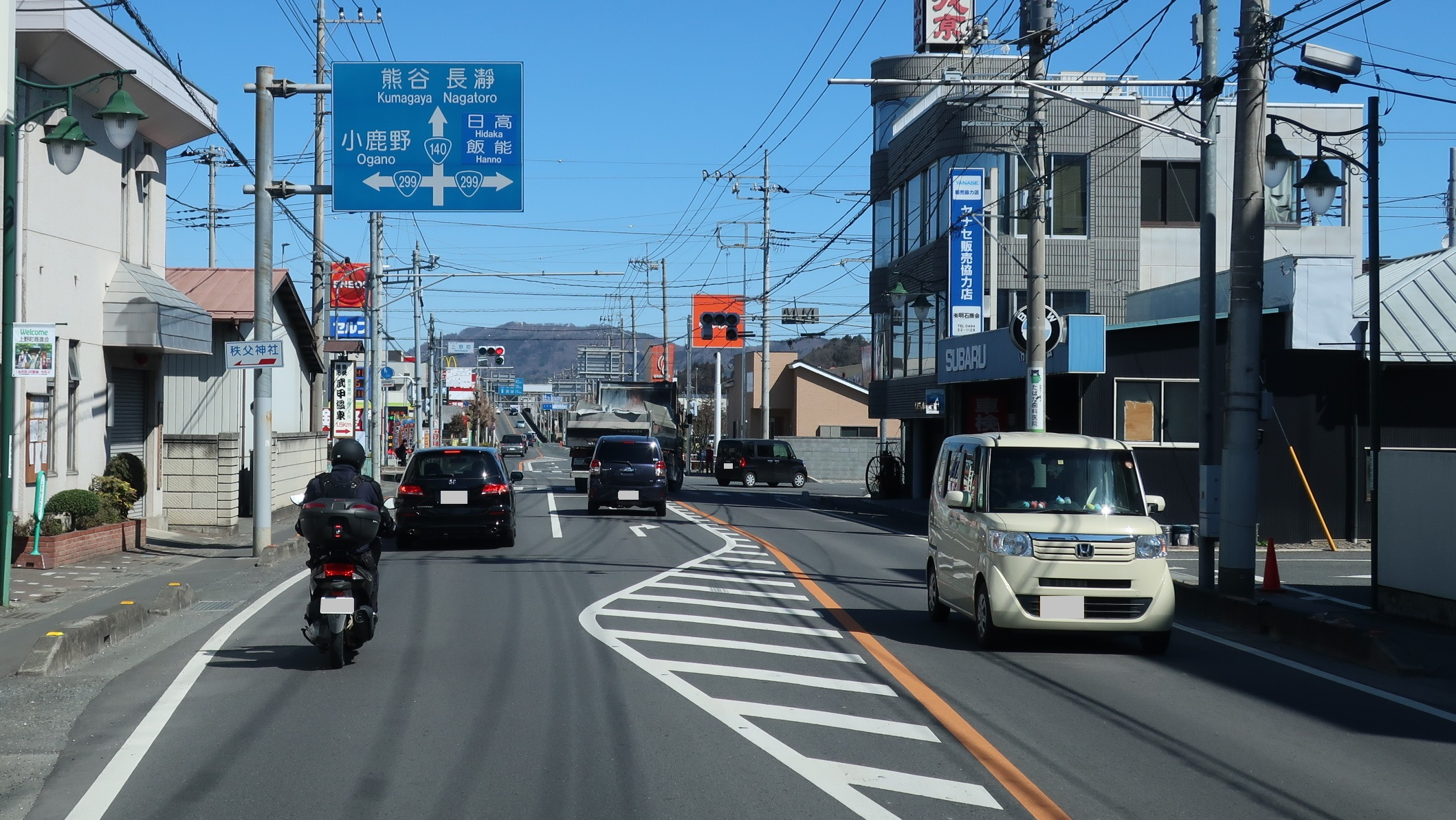
國道299號交叉點 埼玉縣秩父市上野町
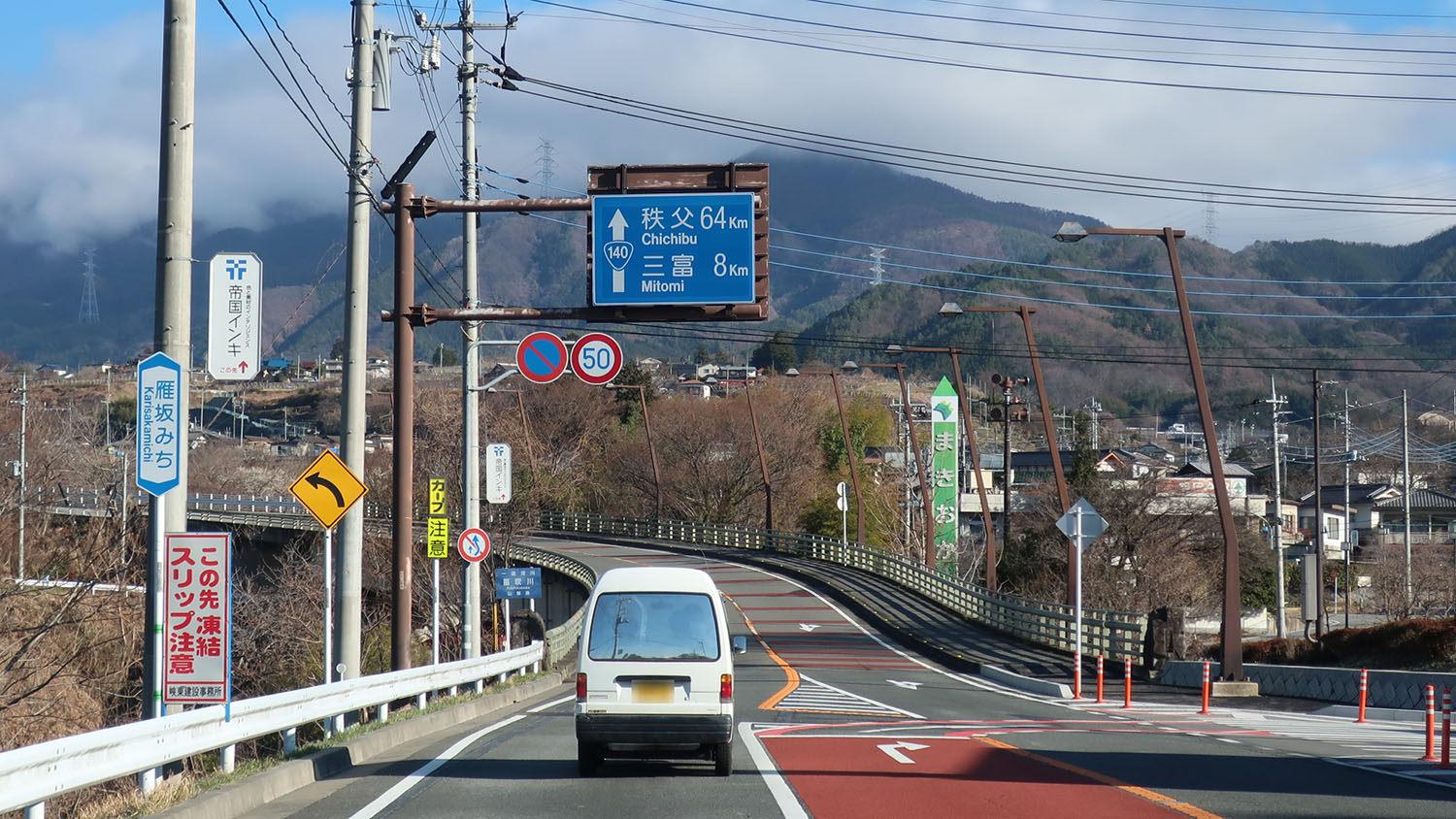
山梨縣甲州市塩山藤木
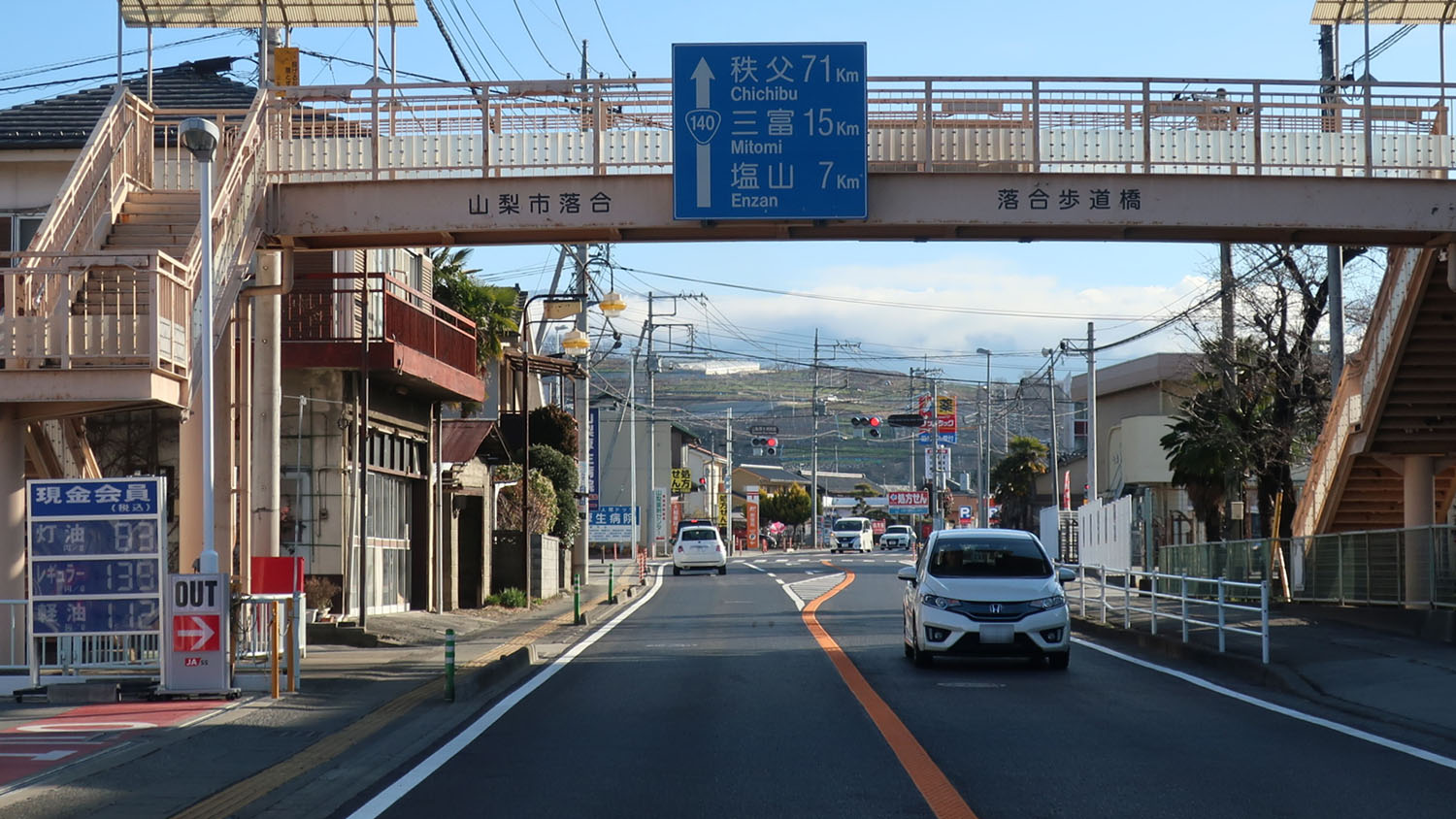
山梨縣山梨市落合
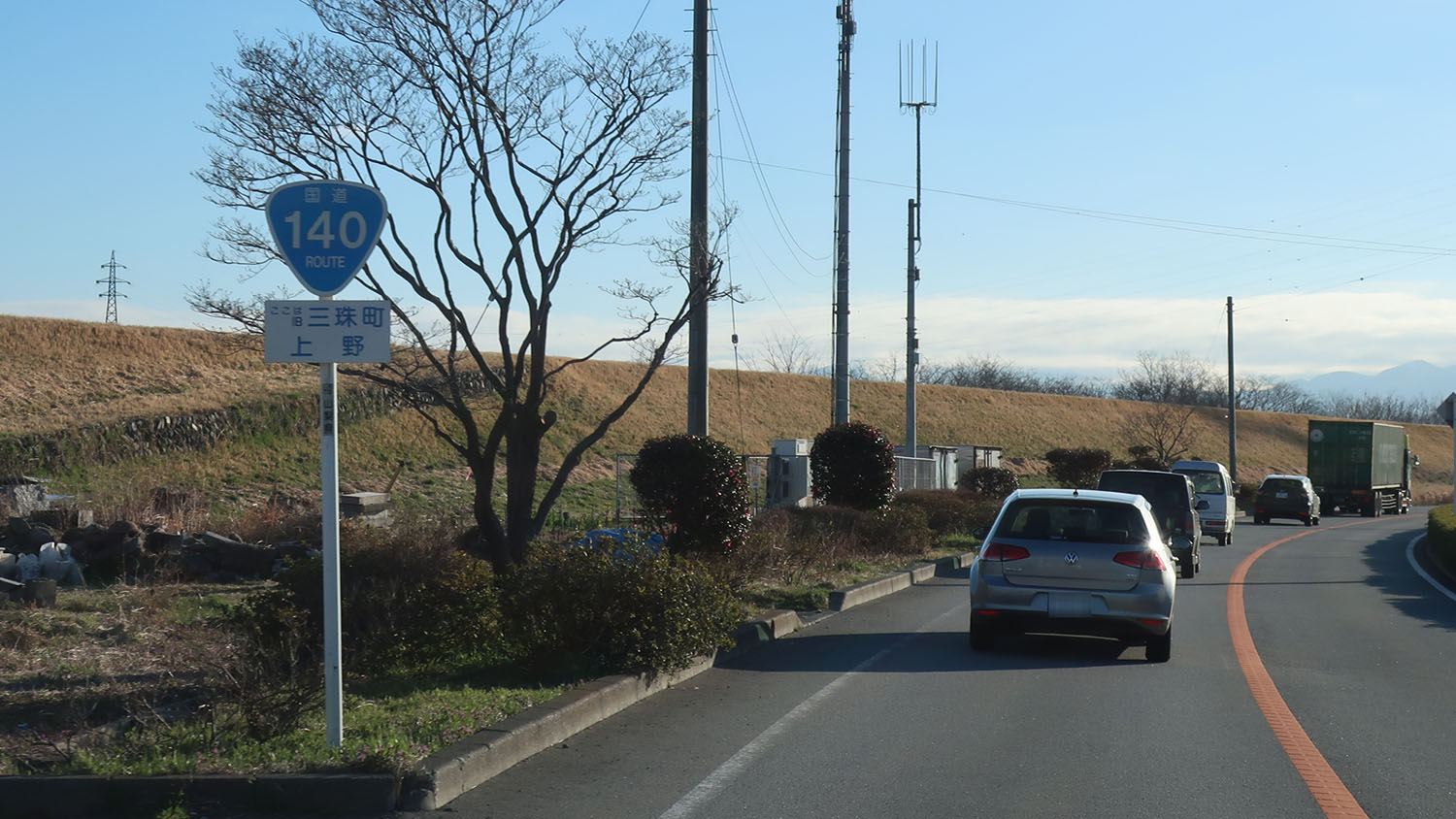
山梨縣西八代郡 市川三鄉町